# 2. deild Wysp Owczych (2017)
W roku 2017 odbyła się 24. edycja 2. deild Wysp Owczych – trzeciej ligi piłki nożnej Wysp Owczych. W rozgrywkach wzięło udział 10 klubów z całego archipelagu. Drużyny z pierwszego (B71 Sandoy) i drugiego (Skála ÍF II) miejsca uzyskały prawo gry w 1. deild - drugim poziomie ligowym na archipelagu, a klub z dziesiątego (TB/FC Suðuroy/Royn III) spadł do 3. deild.

## Uczestnicy
| Uczestnicy 2. deild Wysp Owczych 2016                                                                         | Uczestnicy 2. deild Wysp Owczych 2016 | Uczestnicy 2. deild Wysp Owczych 2016 | Uczestnicy 2. deild Wysp Owczych 2016 |
| --- | ------------------------------------- | ------------------------------------- | ------------------------------------- |
| SKÁII | Skála ÍF II                           | 3                                     |                                       |
| EBSII | EB/Streymur II                        | 4                                     |                                       |
| 07II | 07 II Vestur                          | 5                                     |                                       |
| KÍ III | KÍ III Klaksvík                       | 6                                     |                                       |
| B68 II | B68 II Toftir                         | 8                                     |                                       |
| Nowi uczestnicy                                                                                               |                                       |                                       |                                       |
| TFRIII | TB/FC Suðuroy/Royn III                |                                       |                                       |
| Spadek z 1. deild Wysp Owczych 2016                                                                           |                                       |                                       |                                       |
| ABII | AB II Argir                           | 9                                     |                                       |
| B71 | B71 Sandoy                            | 10                                    |                                       |
| Awans z 3. deild Wysp Owczych 2016                                                                            |                                       |                                       |                                       |
| NSÍIII | NSÍ III Runavík                       |                                       |                                       |
| VÍKII | Víkingur II Gøta                      |                                       |                                       |
| Oznaczenia: - kolumna pierwsza – skróty nazw drużyn, - kolumna trzecia – miejsce zajęte w poprzednim sezonie. |                                       |                                       |                                       |

## Tabela ligowa
| Lp. | Drużyna                     | M  | Z  | R | P  | Bramki | Bramki | Różn. | Pkt | Uwagi              |
| --- | --------------------------- | -- | -- | - | -- | ------ | ------ | ----- | --- | ------------------ |
| 1   | B71 Sandoy (A)              | 18 | 13 | 3 | 2  | 55     | 30     | +25   | 42  | Awans do 1. deild  |
| 2   | Skála ÍF II (A)             | 18 | 11 | 2 | 5  | 40     | 26     | +14   | 35  | Awans do 1. deild  |
| 3   | Víkingur III Gøta           | 18 | 11 | 1 | 6  | 50     | 29     | +21   | 34  |                    |
| 4   | EB/Streymur II              | 18 | 11 | 1 | 6  | 37     | 28     | +9    | 34  |                    |
| 5   | 07 II Vestur                | 18 | 7  | 2 | 9  | 46     | 42     | +4    | 23  |                    |
| 6   | NSÍ III Runavík             | 18 | 7  | 2 | 9  | 35     | 46     | −11   | 23  |                    |
| 7   | KÍ III Klaksvík1            | 18 | 7  | 3 | 8  | 37     | 38     | −1    | 21  |                    |
| 8   | AB II Argir                 | 18 | 6  | 1 | 11 | 31     | 47     | −16   | 19  |                    |
| 9   | B68 II Toftir               | 18 | 5  | 1 | 12 | 34     | 59     | −25   | 16  |                    |
| 10  | TB/FC Suðuroy/Royn III1 (S) | 18 | 4  | 0 | 14 | 27     | 47     | −20   | 9   | Spadek do 3. deild |